# Róża Stara (gromada)
Róża Stara (od 1 I 1962 Toczyska) – dawna gromada, czyli najmniejsza jednostka podziału terytorialnego Polskiej Rzeczypospolitej Ludowej w latach 1954–1972.
Gromady, z gromadzkimi radami narodowymi (GRN) jako organami władzy najniższego stopnia na wsi, funkcjonowały od reformy reorganizującej administrację wiejską przeprowadzonej jesienią 1954 do momentu ich zniesienia z dniem 1 stycznia 1973, tym samym wypierając organizację gminną w latach 1954–1972.
Gromadę Róża Stara z siedzibą GRN w Róży Starej (w obecnym brzmieniu Stara Róża) utworzono – jako jedną z 8759 gromad na obszarze Polski – w powiecie łukowskim w woj. lubelskim na mocy uchwały nr 13 WRN w Lublinie z dnia 5 października 1954. W skład jednostki weszły obszary dotychczasowych gromad Róża Stara, Róża Podgórna, Róża-Łosiniec, Wólka Różańska i Rosy ze zniesionej gminy Prawda w tymże powiecie. Dla gromady ustalono 17 członków gromadzkiej rady narodowej.
1 stycznia 1962 gromadę Róża Stara zniesiono przez przeniesienie siedziby GRN z Róży Starej do Toczysk i zmianę nazwy jednostki na gromada Toczyska.